# Trypanaresta setulosa
Trypanaresta setulosa är en tvåvingeart som först beskrevs av Malloch 1933.  Trypanaresta setulosa ingår i släktet Trypanaresta och familjen borrflugor. Inga underarter finns listade i Catalogue of Life.